# 木付鎮秀
木付 鎮秀（きつき しげひで）は、戦国時代から安土桃山時代にかけての武将。大友氏の家臣。木付氏15代当主。豊後国木付城主。
木付氏は大友親秀の六男木付親重を祖とする大友氏の庶流。
子の木付鎮直、鎮之と共に大友義鎮（宗麟）から偏諱を受けた。二老国衆の一人（二老は吉岡長増、臼杵鑑速。国衆は木付鎮秀、一萬田鑑実、田原親宏、朽網鑑康、志賀親度、清田鑑述）。
天正6年（1578年）から大友義統の加判衆を務める。同年、耳川の戦いで大友氏が島津氏に大敗すると、殿を務めて賞される。
天正8年（1580年）、田原親貫の反乱に際して安岐城を攻めたが、奈多鎮基（奈多鑑基の嫡男）に背後を衝かれて弟の鎮之と共に討死した。
鎮秀の戦死後、嫡男の鎮直が家督を許されて木付氏を継承している。